# Hehlen
Hehlen er en kommune i den nordvestlige del af Landkreis Holzminden i den tyske delstat Niedersachsen, med 1.875 indbyggere (2012), og en del af amtet Bodenwerder-Polle.

## Geografi
Kommunen ligger ved Weser lige vest for byen Bodenwerder og mellem Hameln og Holzminden.

### Nabokommuner
Hehlen grænser mod nord til kommunen Emmerthal i Landkreis Hameln-Pyrmont, mod nordøst til Heyen (som den er forbundet med via en bro), mod øst til Bodenwerder, mod syd til Pegestorf og mod vest til Ottenstein.